# متمم بیست و هفتم قانون اساسی ایالات متحده آمریکا

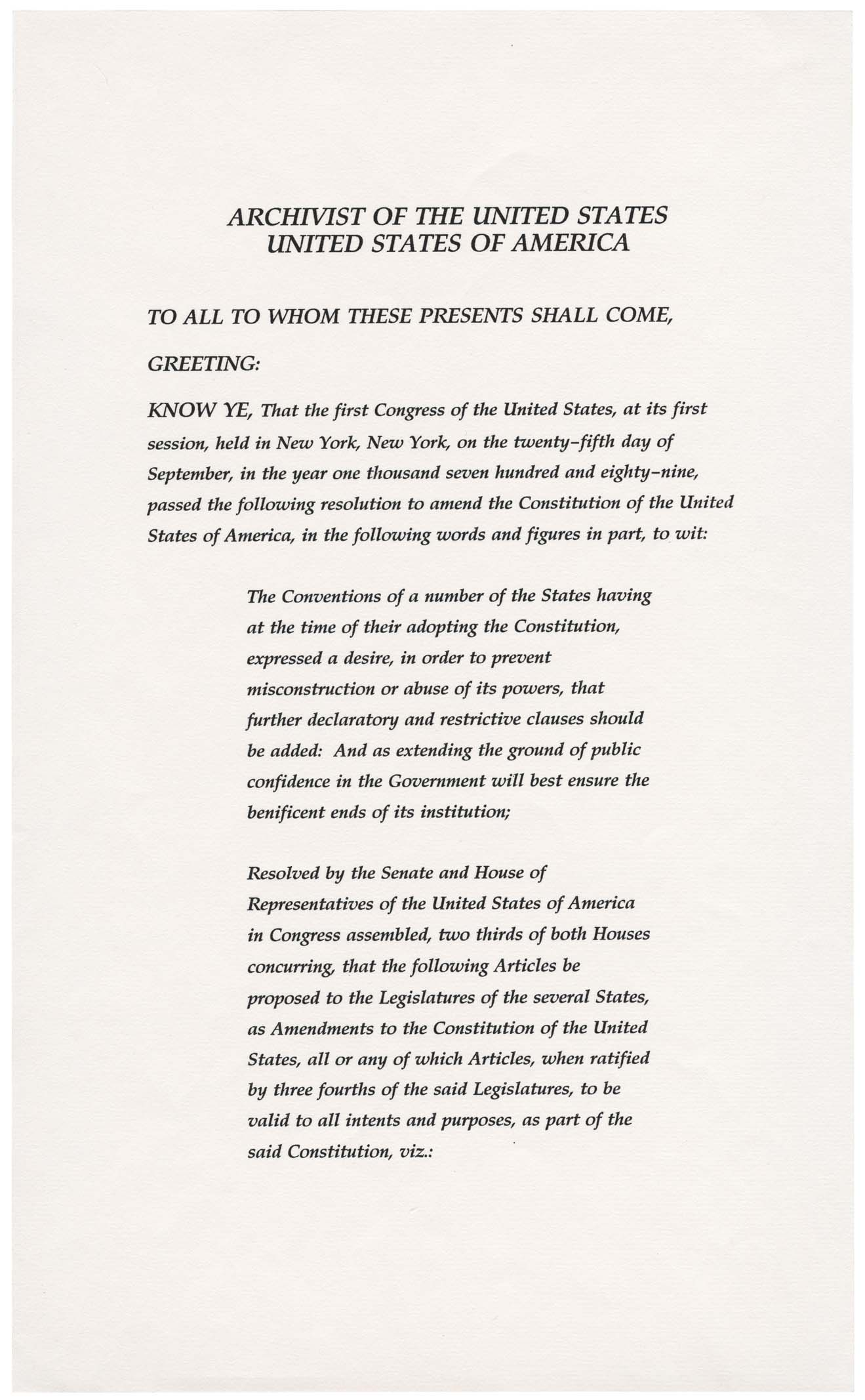

اصلاحیه بیست و هفتم قانون اساسی ایالات متحده (به انگلیسی: Twenty-seventh Amendment to the United States Constitution) مصوبه سال ۱۹۹۲ کنگره آمریکا، از قوانین مهم آمریکا است.
این متمم در مورد حد و حدود حقوق (= مزد و مواجب) اعضای کنگره آمریکا صحبت می‌کند.